# Bargylia

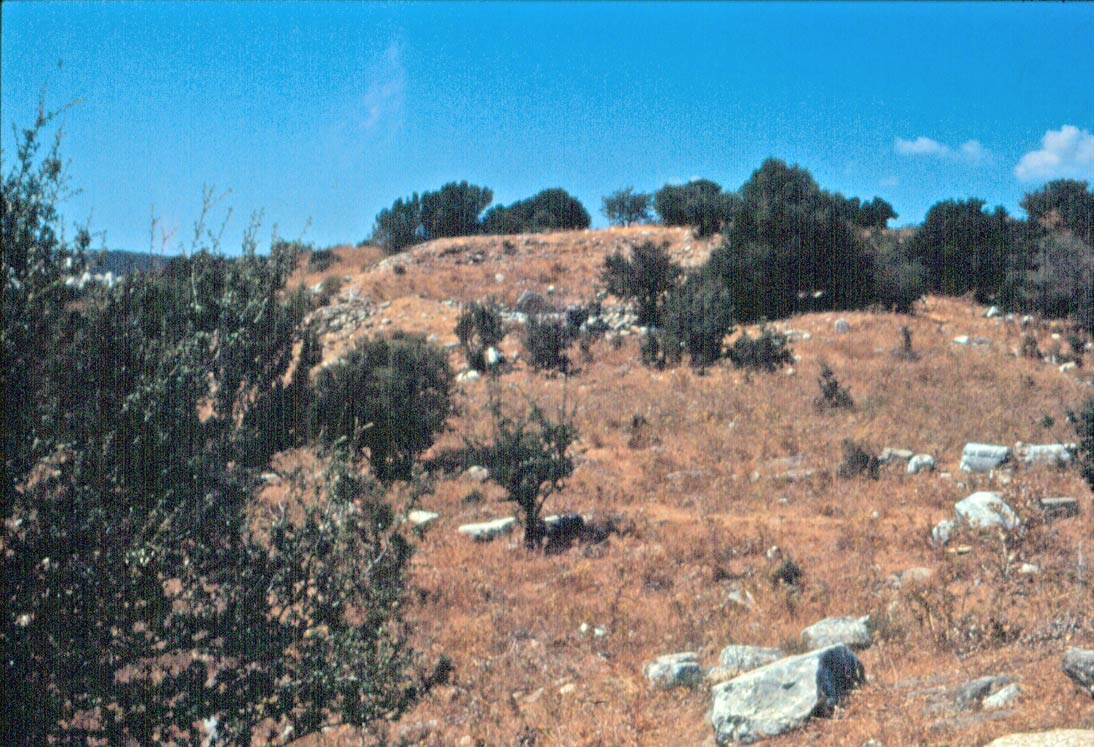
Stadtgebiet von Bargylia

Bargylia war eine antike Küstenstadt in der kleinasiatischen Landschaft Karien bei der heutigen Siedlung (Mahalle) Boğaziçi der Gemeinde Milas in der türkischen Provinz und Großstadtgemeinde (Büyükşehir Belediyesi) Muğla. Die Stadt lag am Ende einer Halbinsel zwischen dem Ägäischen Meer und einer Bucht, die mit dem Meer nur durch einen engen natürlichen  Kanal verbunden ist. Der ursprüngliche Name der Stadt soll Andanos gewesen sein. Der in der Literatur genannte moderne Name „Varvil“ bezieht sich auf die Zeit der topographischen Aufnahme Ende des 19. Jahrhunderts und ist aus der heutigen Siedlungsgeographie verschwunden.
Bargylia gehörte dem attischen Seebund an, auf dessen Tributlisten die Stadt im 5. Jahrhundert v. Chr. erscheint. Inschriften weisen auf einen Alexanderkult und eine aufgestellte Statue des Königs im Gymnasion hin, die im 3. Jh. n. Chr. erneuert wurden. Im 3. Jahrhundert v. Chr. überflügelte Bargylia seine Nachbarstadt Kindya. 196 v. Chr. wurde Bargylia, das zeitweilig unter seleukidischer Herrschaft gestanden hatte, für frei erklärt und gehörte seit dem Aristonikos-Aufstand zur römischen Provinz Asia. Vom 1. Jahrhundert v. bis zum Ende des 2. Jahrhunderts n. Chr. prägte Bargylia eigene Münzen.
Von der Stadt sind nur wenige Ruinen erhalten. Auf der Akropolis Bargylias stand ein Tempel im korinthischen Stil, von dem nur noch die Grundmauer erhalten sind. Ferner gibt es Reste eines Theaters, eines kleinen Odeons, einer Stoa und einer römischen Wasserleitung.
Auf ein spätantikes Bistum der Stadt geht das Titularbistum Bargylia der römisch-katholischen Kirche zurück.
Die Gründungssage der Stadt überliefert der Geschichtsschreiber Apollonios von Aphrodisias in seinem Werk über Karien. Demnach war sie nach Bargylos benannt, der von Pegasos, dem Pferd seines Freundes Bellerophon, tödlich verwundet wurde. Ihm zu Ehren gründete Bellerophon die Stadt Bargylia. Auf Münzen der Stadt ist Pegasos abgebildet.